# Francisco Zuluaga
Francisco "Cobo" Zuluaga Rodríguez (Medellín, 4 de fevereiro de 1929 - 8 de novembro de 1993) foi um futebolista e treinador colombiano que atuava como defensor.

## Carreira
Francisco Zuluaga fez parte do elenco da Seleção Colombiana de Futebol, na Copa do Mundo de  1962. 